# Paczółtowice
Paczółtowice – wieś w Polsce, położona w województwie małopolskim, w powiecie krakowskim, w gminie Krzeszowice.

## Integralne części wsi
| części wsi | Górki, Józkówka, Kaszowo, Kolęda, Maciągowa, Na Skałce, Podlipa, Potrochówka, Prymusowo, Skotnica, Styr, Trojankowa, Wądole |

## Historia i zabytki
Początki wsi datuje się na 1335 rok, jako najwcześniej poświadczoną datę, pod którą w źródłach występuje villa Paczoldi – wieś Paczolda. W tym okresie wieś posiadała kościół na miejscu którego istnieje obecny z pocz. XVI w. Początkowo była własnością szlachecką, a następnie duchowną. W 1512 r. dział szlachecki wsi został skonfiskowany po tym, jak Andrzej i Stanisław z Paczółtowic nie zgłosili się na wyprawę wojenną. Dlatego też cała wieś przypadła norbertankom, które w 1512 r. skupiły tam sołectwo i założyły folwark. W 1528 r. była w posiadaniu Seweryna Bonera, później Katarzyny Tęczyńskiej-Bonerowej i jej drugiego męża Stanisława Barziego. Potem przeszła w ręce krakowskiego rajcy – pochodzącego z Austrii – Erazma Eichlera, a w 1578 r. właścicielem został Feliks Czerski. Kontrowersje pomiędzy proboszczami o przynależność parafialną wsi ciągnęły się latami, podczas wizytacji z 1598 zanotowano, że o zwierzchnictwo nad Pisarami spierali się plebani z Rudawy i Paczółtowic. Potem wieś była w posiadaniu rodziny Łaszczów, a od 1627 r. krakowskiego kupca Melchiora Gerstmana. W 1630 r. Agnieszka Tęczyńska-Firlejowa przekazała wieś klasztorowi w Czernej. Miejscowa parafia miała w swym okręgu parafialnym również wsie Dębnik – ta osada kamieniarska powstała na paczółtowickich polach, oraz Pisary. Z testamentu dębnickiego kamieniarza Adama Negowicza z 1680 r. wynika, że duży majątek podarował plebanowi paczółtowickiemu, czemu ostro sprzeciwił się przeor klasztoru w Czernej o. Kryzus. Wtargnął on do domu zmarłego, pozabierał dobytek i efekcie doszło do gorszącego wieloletniego procesu.
W XVII w. we wsi stał młyn, a pokłady gliny wykorzystywali do produkcji miejscowi garncarze. W 1791 r. we wsi było 516 osób, a w 1900 ok. 850.
W latach 1815–1846 wieś położona była na terenie Wolnego Miasta Krakowa, potem w zaborze austriackim. W 1828 r. znaleziono kilkaset denarów z lat 98–180 w skórzanym woreczku, w sąsiedztwie kości ludzkich. W czasie II Rzeczypospolitej wieś należała do powiatu chrzanowskiego w województwie krakowskim.
W nocy z 6 na 7 sierpnia 1914 r. oddział strzelców dowodzonych przez Józefa Piłsudskiego, przenocował na placu koło szkoły, a następnie przekroczył ówczesną pobliską granicę zaboru rosyjskiego.
Od 26 października 1939 do 18 stycznia 1945 wieś należała do gminy Kressendorf w Landkreis Krakau, dystryktu krakowskiego w Generalnym Gubernatorstwie.
Po II wojnie światowej folwark został upaństwowiony, w latach 70. XX w. postawiono niewielki blok mieszkalny, a w dawnym folwarku mieściła się filia Krakowskiego Ośrodka Postępu Rolniczego.
Do roku 1954 wieś należała do ówczesnej gminy Krzeszowice. Od 6 października 1954 do 31 lipca 1961 r. wieś była siedzibą gromady Paczółtowice w ówczesnym powiecie chrzanowskim w woj. krakowskim, potem włączono jej obszar do nowo utworzonej gromady Krzeszowice. Od 1 stycznia 1973 r. znajduje się reaktywowanej gminie Krzeszowice. W latach 1975–1998 miejscowość administracyjnie należała do województwa krakowskiego.
Miejscowość leży na Szlaku Architektury Drewnianej województwa małopolskiego (Trasa nr I – Region Jurajsko-Oświęcimski).

## Zabytki
Obiekt wpisany do rejestru zabytków nieruchomych województwa małopolskiego.
- Kościół parafialny pw. Nawiedzenia Najświętszej Marii Panny.

## Inne zabytki
- Pomnik Niepodległości Polski.

## Urodzeni w Paczółtowicach
- Alojzy Kaczmarczyk[10]

## Turystyka i rekreacja
Miejscowość położona jest na Wyżynie Olkuskiej wchodzącej w skład Jury Krakowsko-Częstochowskiej. Ze względu na piękno krajobrazu i walory przyrodnicze tereny te włączone zostały do obszaru chronionego Parku Krajobrazowego Dolinki Krakowskie. Na zachodnich obrzeżach miejscowości znajduje się duży kompleks leśny – Las Żarski i malowniczy rezerwat przyrody Dolina Racławki, będący największym rezerwatem Małopolski a na wschodnim krańcu Dolina Eliaszówki. Przez miejscowość przebiega Jurajski Rowerowy Szlak Orlich Gniazd.
W Paczółtowicach od 2003 r. działa 18-dołkowe pole golfowe klasy mistrzowskiej Krakow Valley Golf & Country Club, zaprojektowane przez Ronalda Freama z USA. Przy polu golfowym działa hotel, restauracja i bar, zlokalizowane w starych zabytkowych budynkach, strzelnica, stadnina koni oraz szkółka golfowa. Wokół kompleksu przeprowadzone są trasy dla narciarstwa biegowego o różnicy poziomów do 40 m.
W styczniu 2006 r. w Paczółtowicach w bezpośrednim sąsiedztwie pola golfowego otwarto sztucznie naśnieżany, ratrakowany i oświetlony stok narciarski z wyciągiem orczykowym.
Wychodzące z miejscowości szlaki turystyki pieszej i rowerowej umożliwiają zwiedzenie popularnych, pociętych głębokimi wąwozami wapiennymi i obfitujących w liczne skały, jaskinie i wywierzyska Dolinek Krakowskich.
Szlaki turystyczne
 – z Paczółtowic przez Las Żarski, Dolinę Szklarki, Będkowską Bramę, Będkowice, Dolinę Kobylańską do Bolechowic.
 – z Paczółtowic przez Dolinę Racławki i rezerwat przyrody do Doliny Eliaszówki.

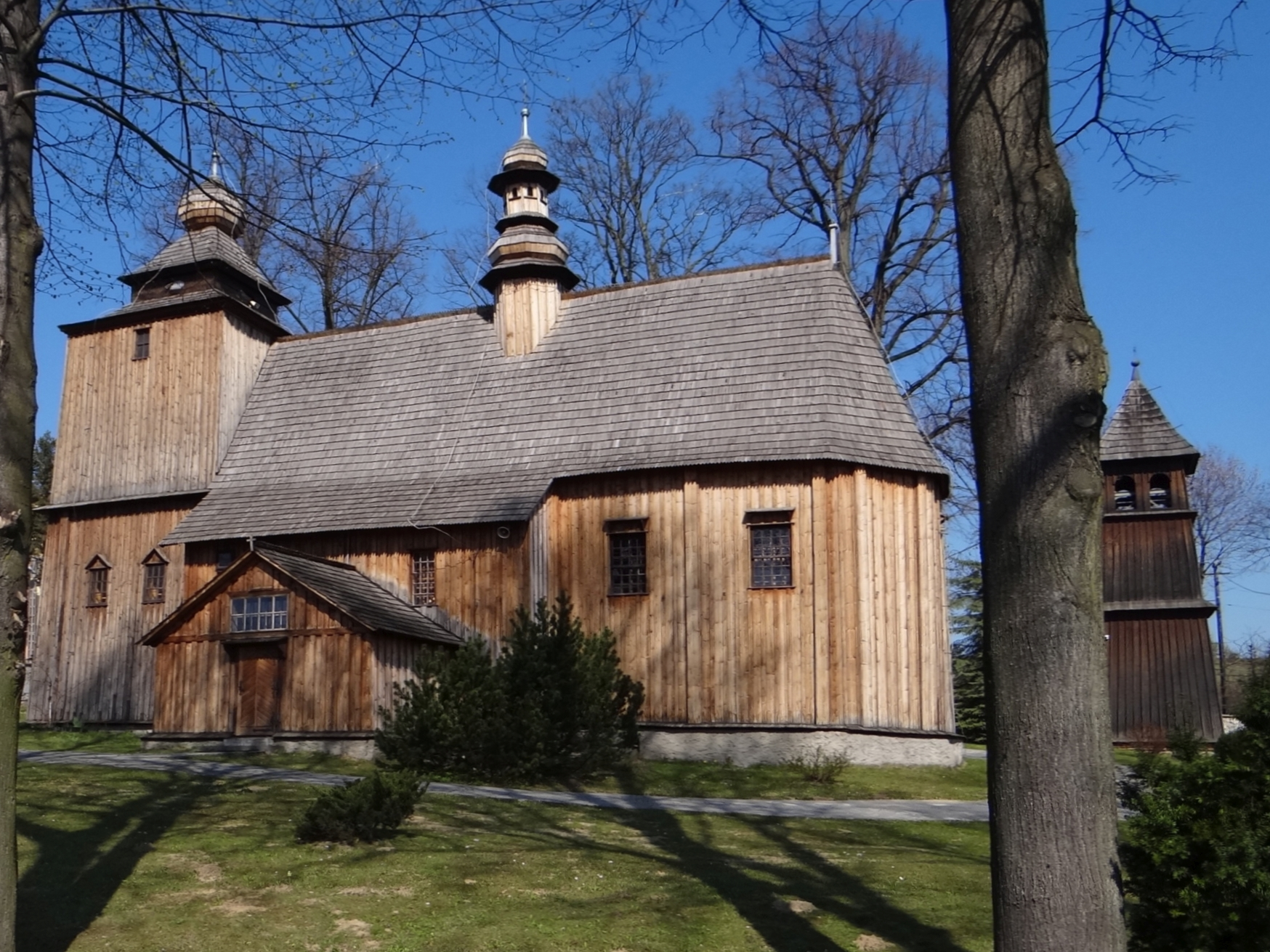
Kościół
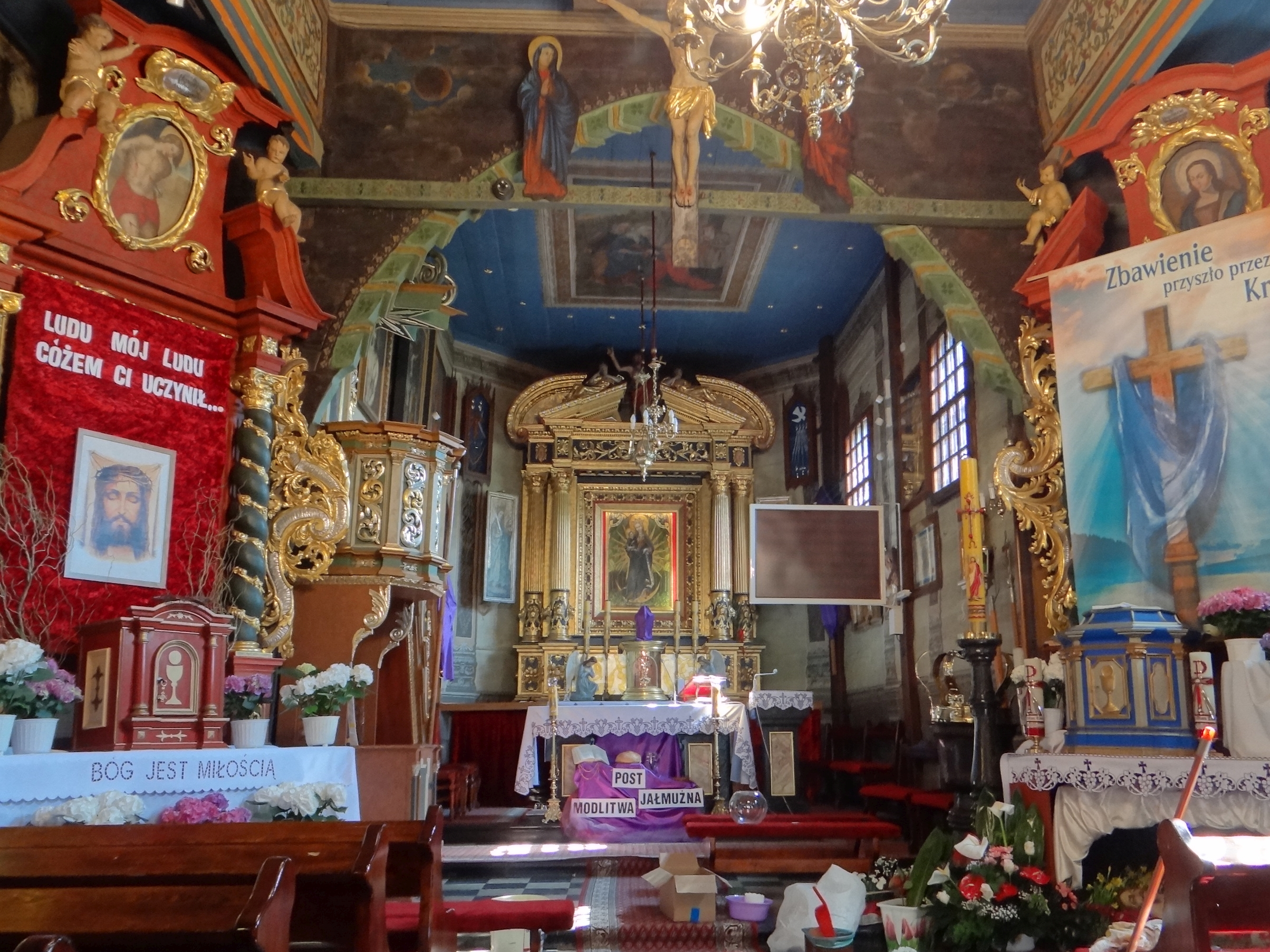
Kościół
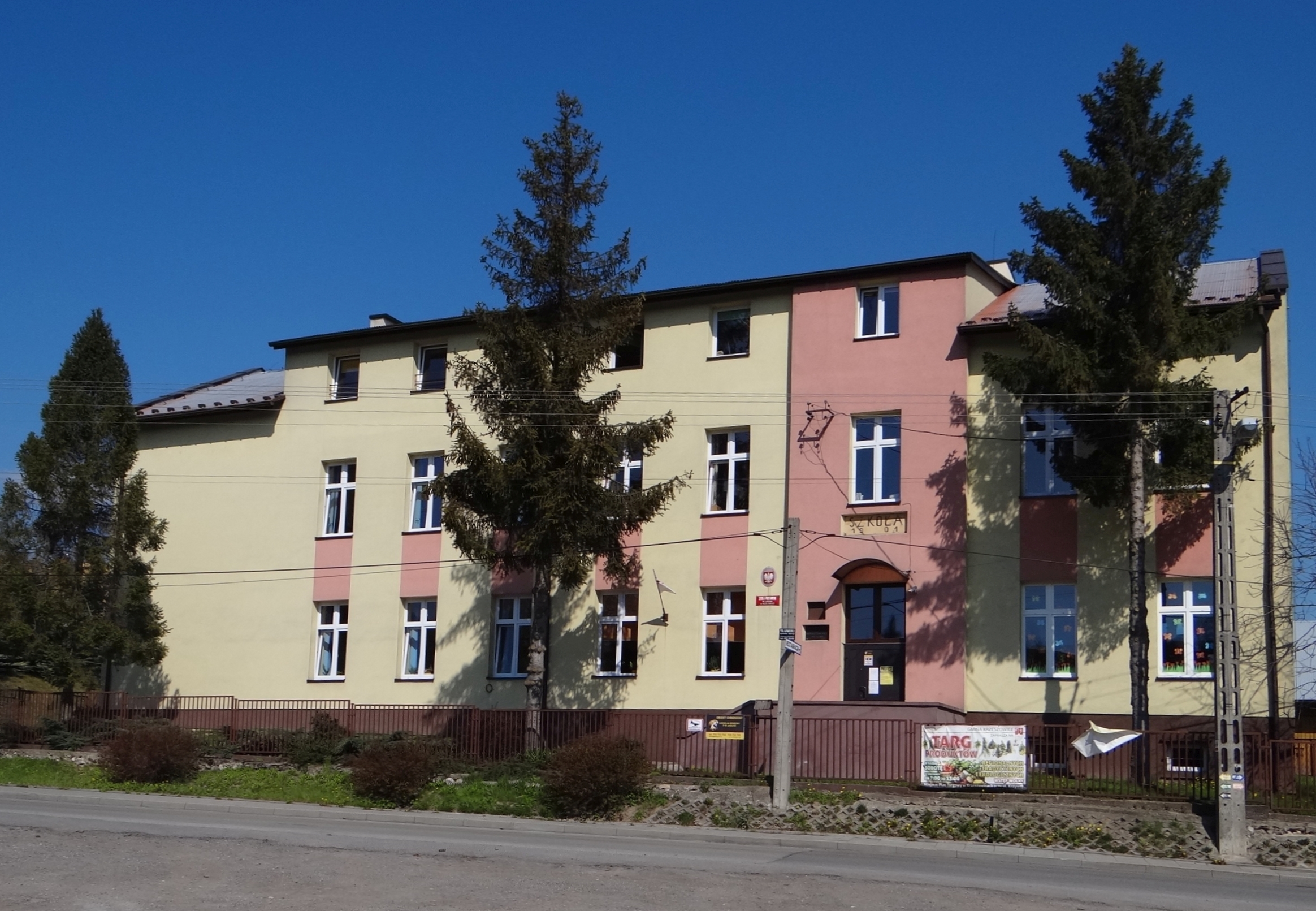
Szkoła
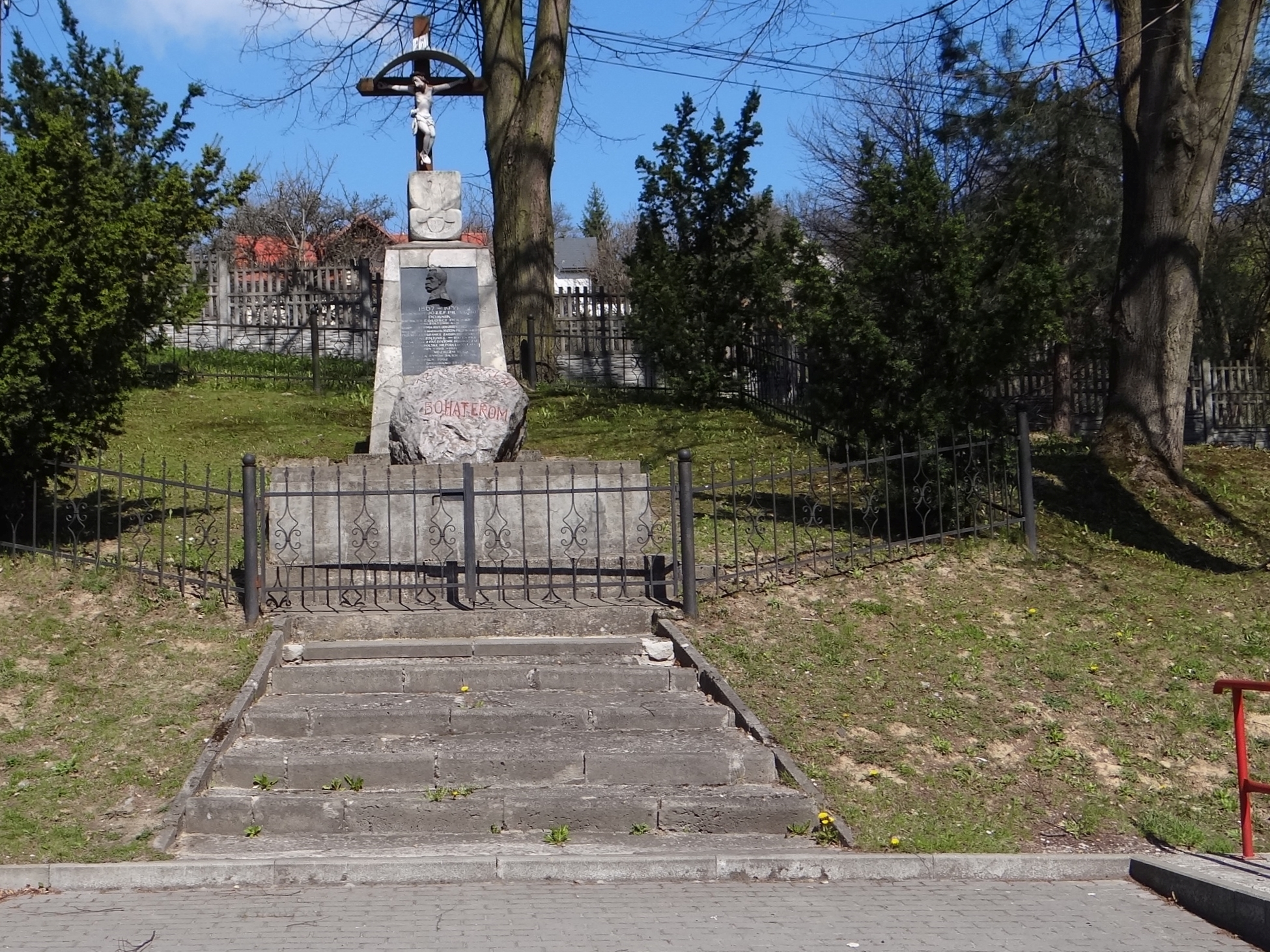
Pomnik
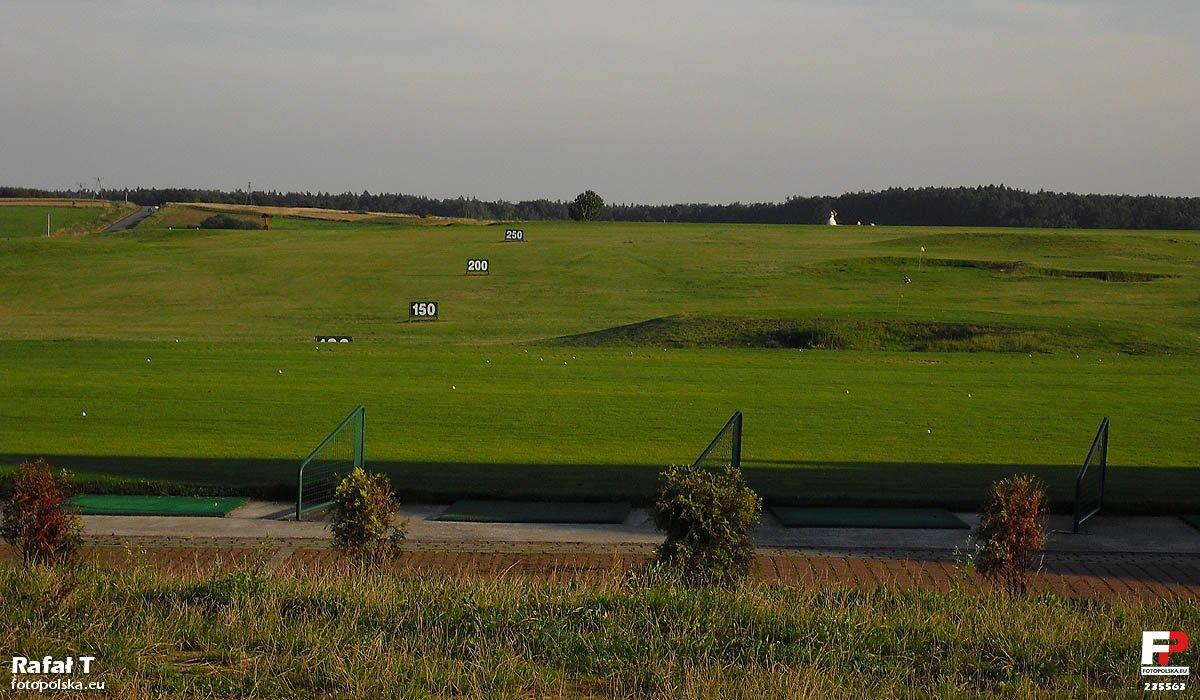
Pole golfowe
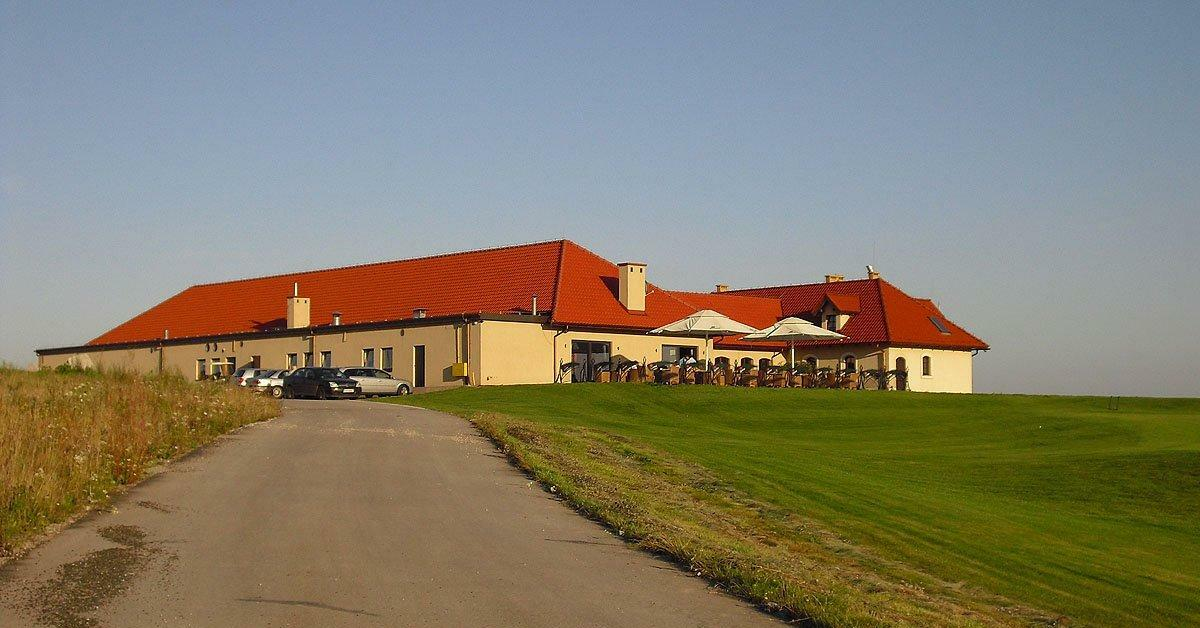
Pole golfowe
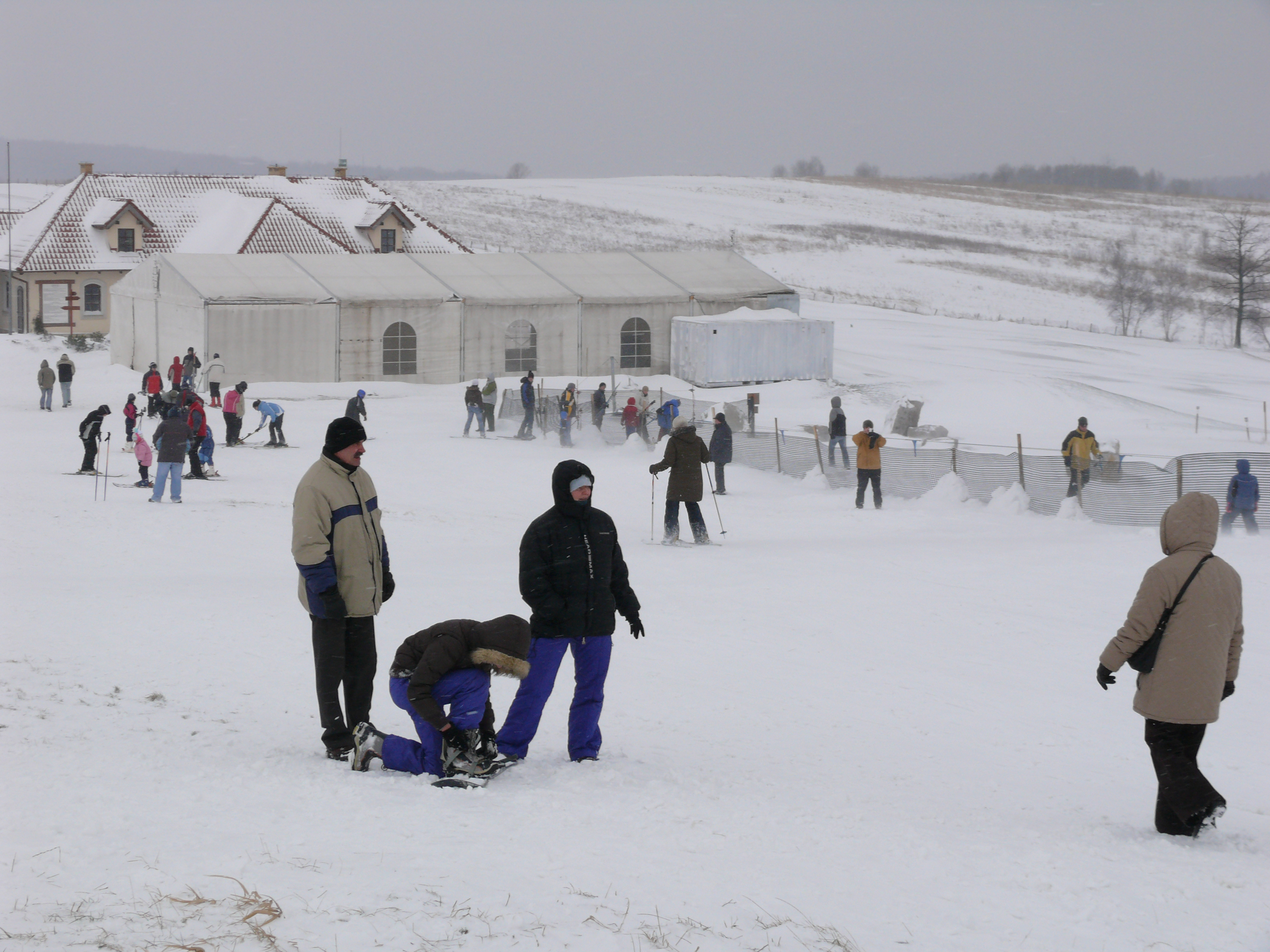
Stok narciarski w Paczółtowicach
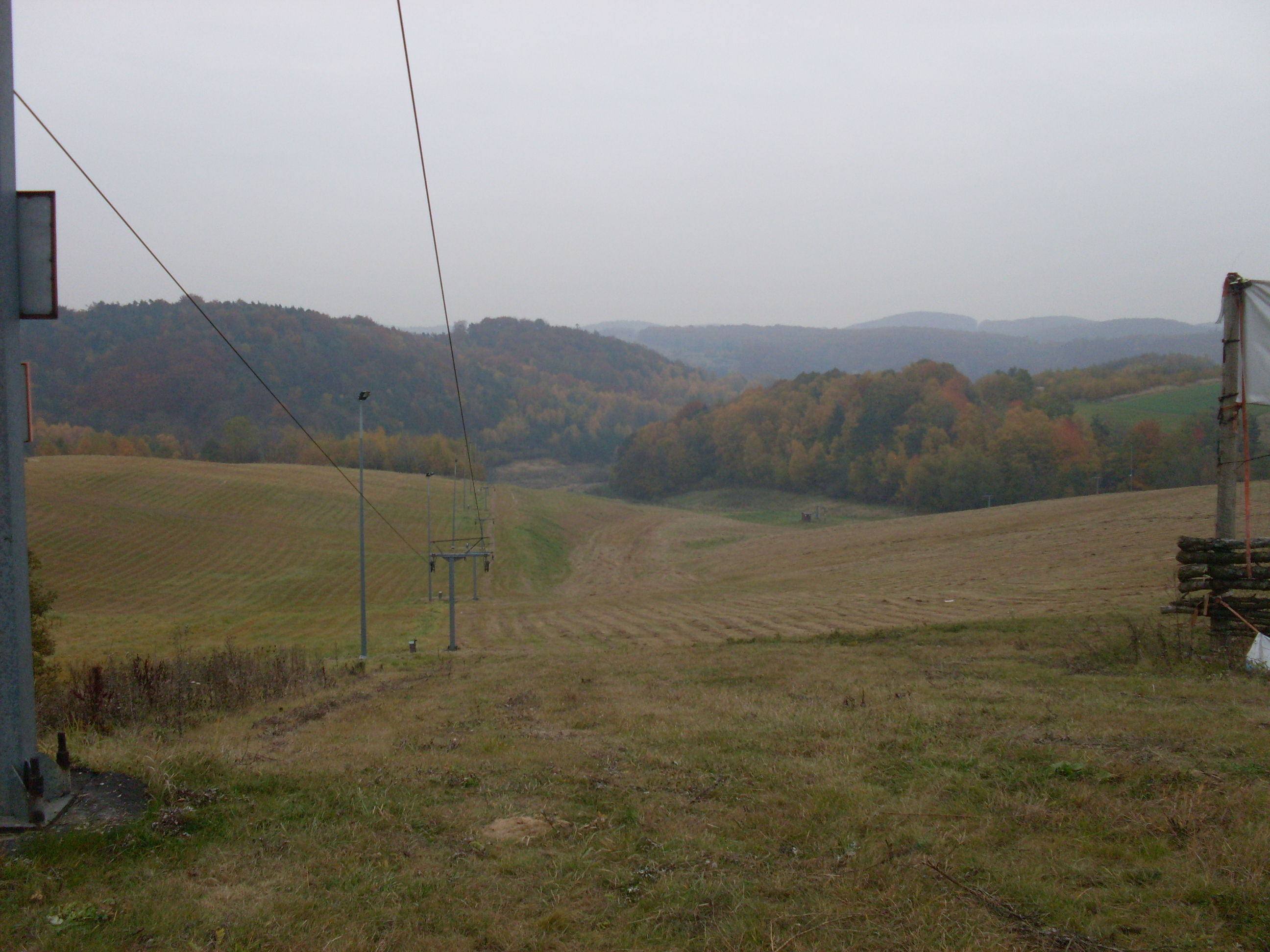
Góra Krzyżowa
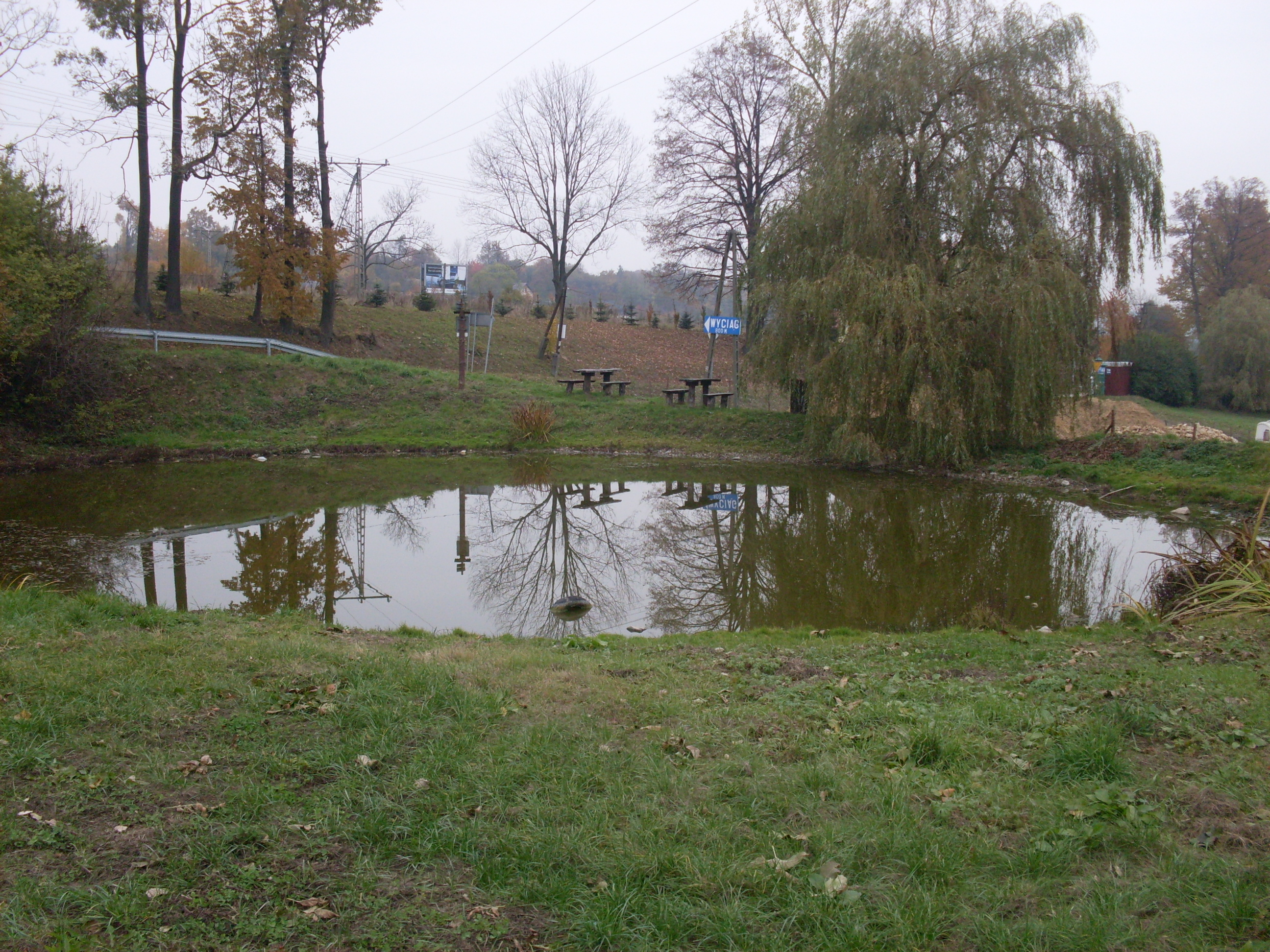
Staw
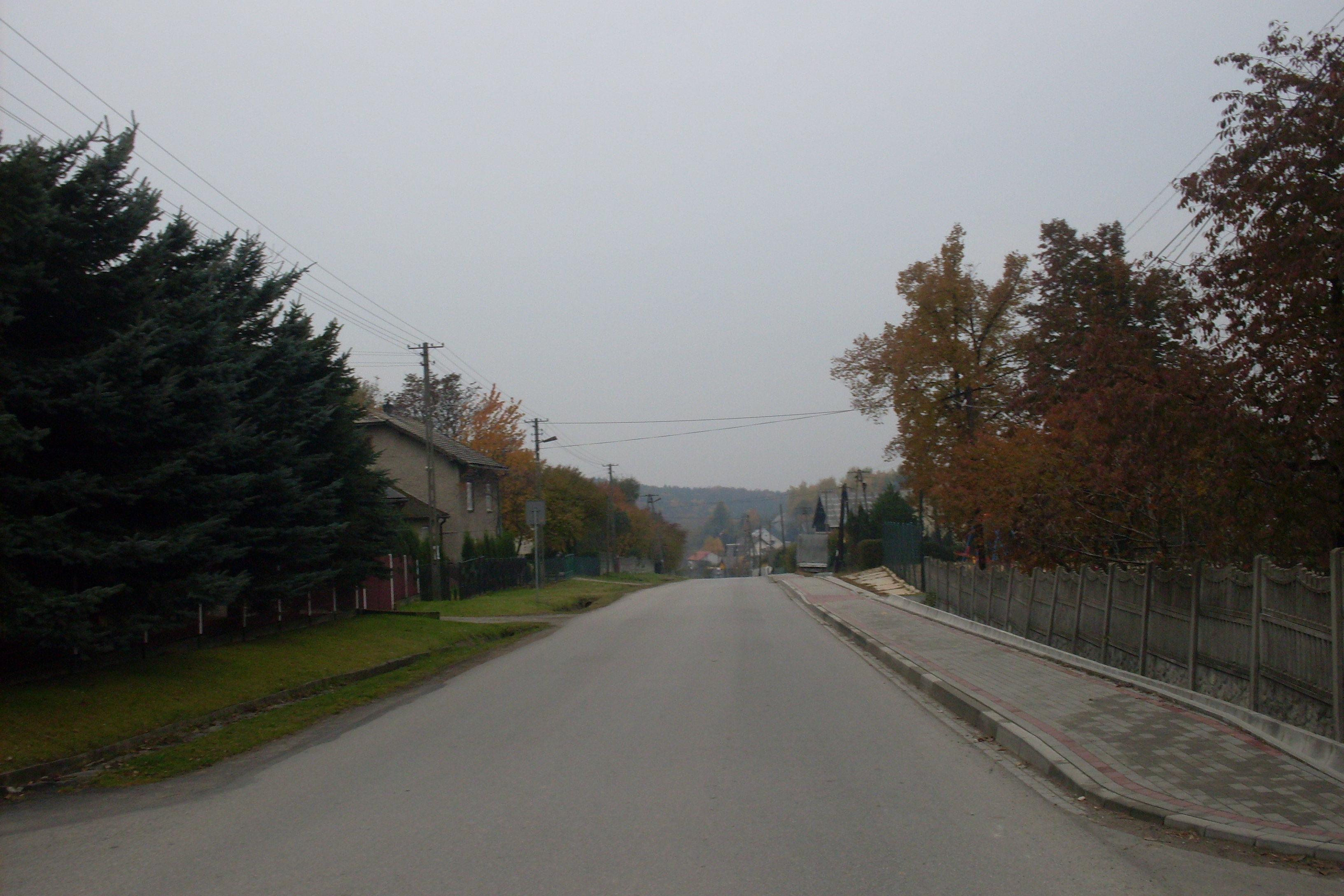
Droga
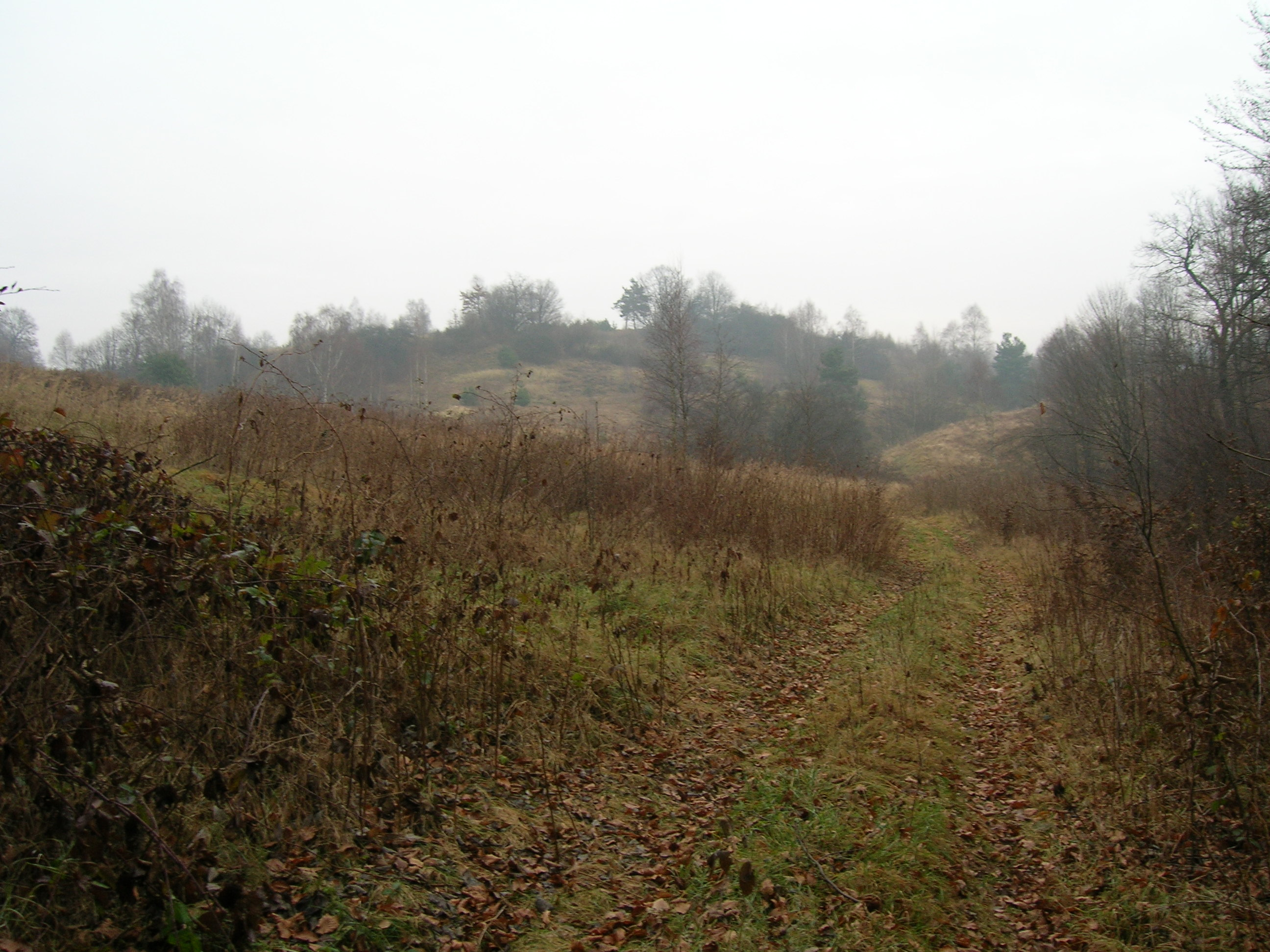
Wzgórze Porąbka
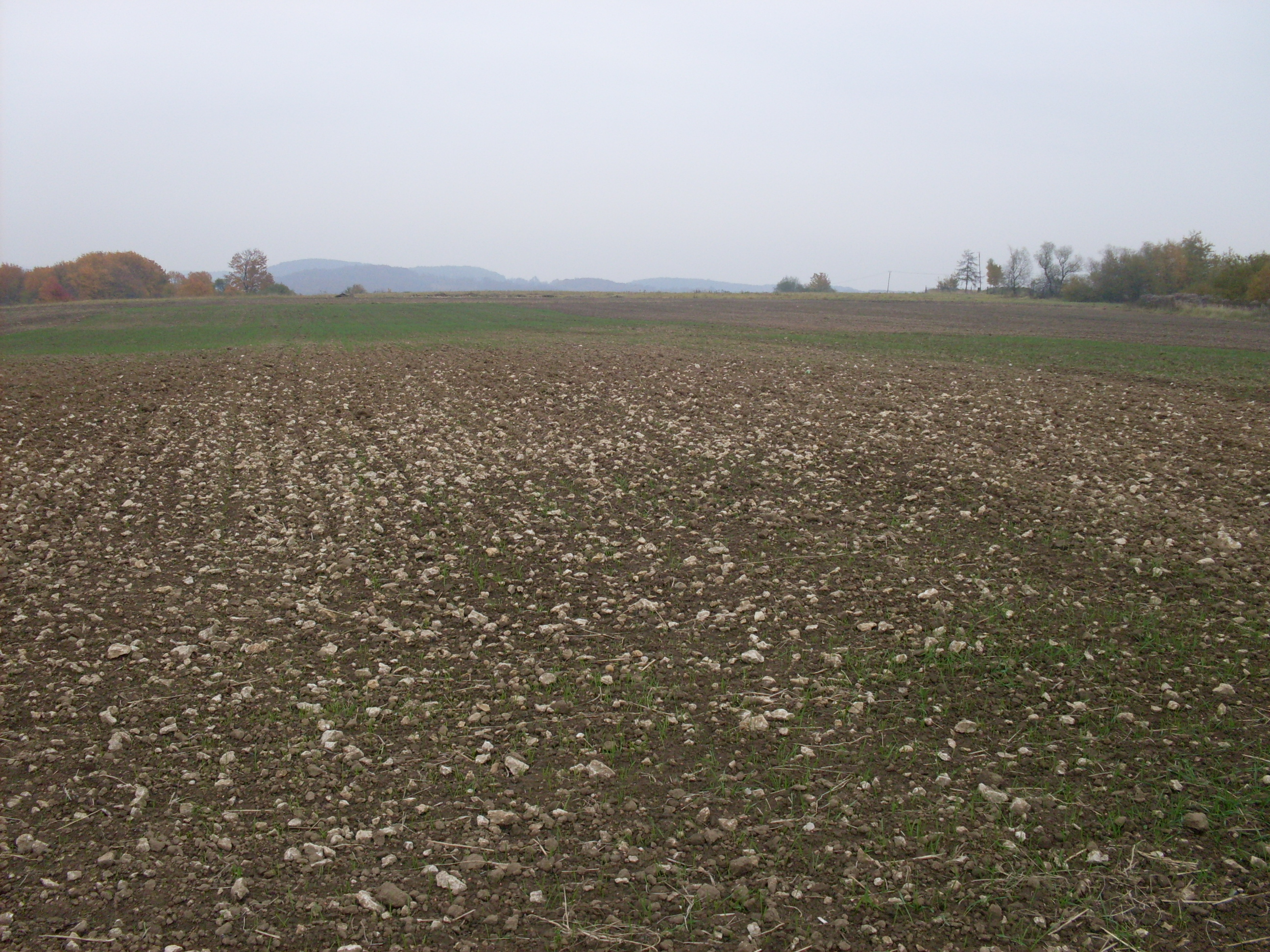
Biała Góra
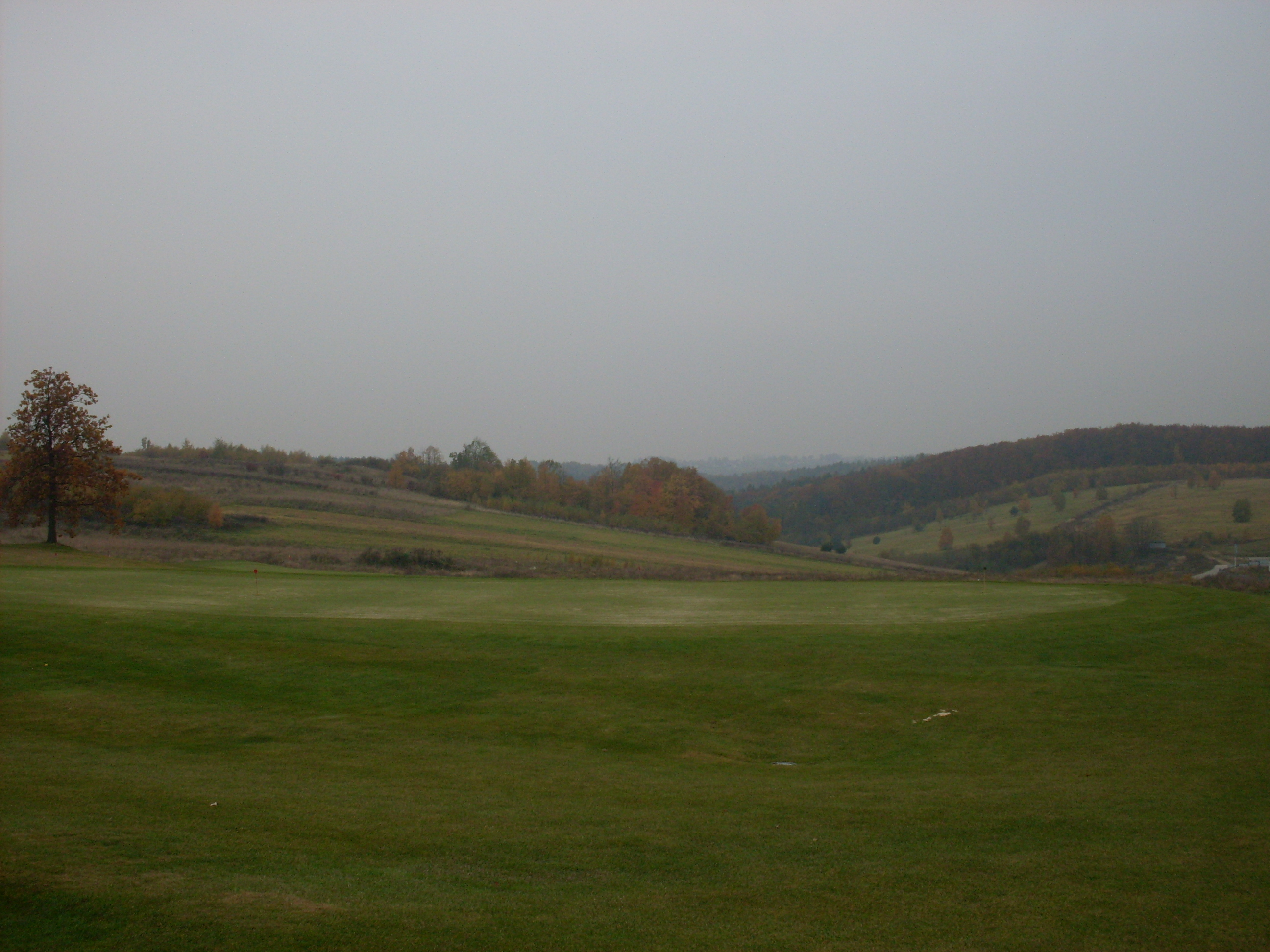
Podgórze
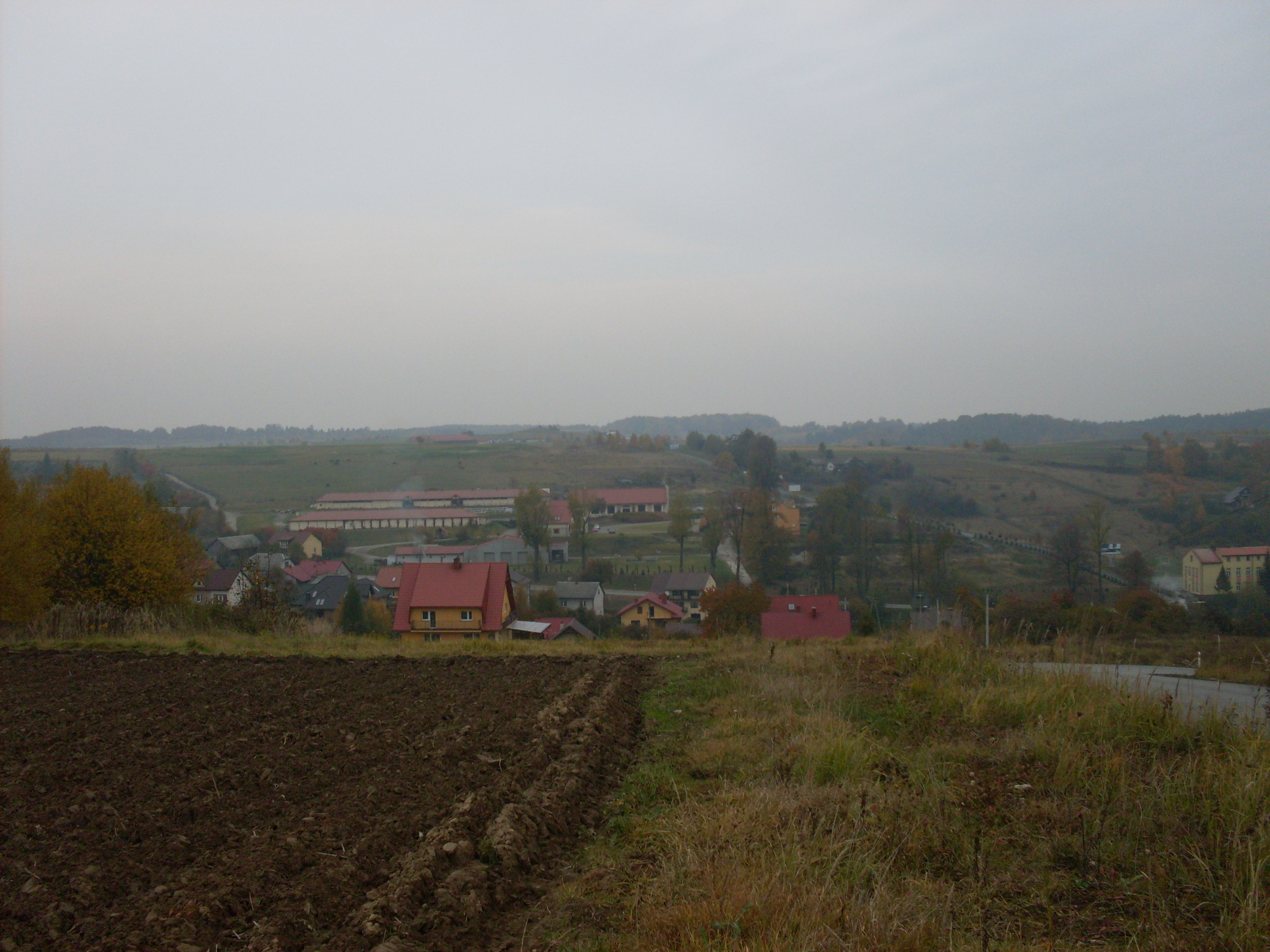
Wierzgórze